# Lorenz SZ 40/42
Lorenz SZ 40 in SZ 42 so bili nemški elektro-mehanski šifrirni stroji, ki so jih uporabljali med 2. svetovno vojno za teleprinterske zveze.  Kratica SZ izhaja iz nemške besede Schlüsselzusatz, kar pomeni dodatek za šifriranje. Britanski razbijalci šifer, ki so imenovali nemški teleprinterski promet kot »Riba« (angleško Fish ali FISH), so skovali kodno ime za stroj »Tunny (tun). Medtem ko so uporabljali Enigmo, znano mehansko-električno šifrirno napravo, v enotah na terenu oz.bojiščih, so Lorentzev stroj uporabljali za komunikacije na visokih nivojih, ki so lahko podpirale težke stroje, teleprinterje in spremljajoče nepomične mreže. Stroj sam je meril 51 × 46 × 46 cm in je služil kot standardna oprema k Lorenzovem teleprinterju. Stroj je uporabljal tokovno šifro.